# Степан Шчипачов
Степан Петрович Шчипачов (7 януари 1899 – 1 януари 1980) е руски поет. Член на КПСС от 1919 г. Възпява любовта, дружбата и труда. Носител на Държавна награда на СССР (1949 и 1951).

## Творчество
- „Стихотворения“, стихосбирка – 1940 г.
- „Фронтови стихове“, стихосбирка – 1942 г.
- „Къщичка в Шушенско“, поема – 1944 г.
- „Стихотворения“, стихосбирка – 1948 г.
- „Павлик Морозов“, поема – 1950 г.
- „Брезов сок“, автобиографична повест – 1956 г.
- „Лирика“, стихосбирка – 1959 г.
- „Длан“, стихосбирка – 1964 г.
- „Червени листи“, стихосбирка – 1967 г.